# Tiphia weismani
Tiphia weismani (лат.) — вид ос рода Tiphia из семейства Tiphiidae (Hymenoptera). Китай (Юньнань), Шри-Ланка. Назван в честь американского энтомолога Дональда М. Вайсмана, (Donald M. Weisman, Systematic Entomology Laboratory, U.S. Department of Agriculture, США), который предоставил множество идентификаций гусениц бабочек, являющихся добычей или хозяевами различных ос.

## Описание
Жалящие перепончатокрылые. Длина около 8—9 мм. Основная окраска чёрная. Этот вид может быть распознан по следующей комбинации признаков: средние и задние бёдра ярко-красные; проподеальная ареола неравномерно питтирована вдоль внутреннего и внешнего краев латерального и медиального продольных килей; вершина наличника медиально выемчатая; пронотум латеро-вентрально с отчётливой бороздкой посередине; мезоскутум с передней медиальной бороздкой, отделенной от нотаулюса; задний край тегулы без поперечной вдавленной линией; проподеальная ареола без дополнительного продольного киля между медиальным продольным и латеральным килями, только с медиальным продольным килем; тегула лишь немного длиннее средней ширины; дорсальная поверхность проподеума латерально без короткого поперечного киля за пределами ареолы; внутренняя поверхность заднего базитарзуса медиально без продольной бороздки. Усики самок 12-члениковые, а у самцов состоят из 13 сегментов. Мезоскутум с передней медиальной бороздкой и нотаулусом. Личинки предположительно, как и близкие виды, паразитируют на пластинчатоусых жуках (Scarabaeidae). Вид был впервые описан в 1982 году, а его валидный статус подтверждён в ходе ревизии, проведённой в 2023 году китайскими энтомологами Qian Han, Bin Chen и Ting-Jing Li (Chongqing Normal University, Чунцин, Китай). Включён в состав номинативного подрода Tiphia (Tiphia).